# 갈파래목
갈파래목 (Ulvales)은 갈파래강에 속하는 녹조식물 목의 하나이다.

## 하위 과
- 볼보콜레온과 (Bolbocoleonaceae)
- 클로니오포라과 (Cloniophoraceae)
- 크테노클라두스과 (Ctenocladaceae)
- 자오아과 (Jaoaceae)
- 갈파래사촌과 (Kornmanniaceae)
- 파이오필라과 (Phaeophilaceae)
- 갈파래과 (Ulvaceae)
- 게파래과 (Ulvellaceae)